# Hidden Peak
Der Hidden Peak, auch Gasherbrum I genannt, ist der Hauptgipfel der Gasherbrum-Gruppe und mit einer Höhe von 8080 m der elfthöchste Berg der Erde.

## Name
Als Gasherbrum (deutsch: „schöner Berg“) wurde ursprünglich der weithin sichtbare Gasherbrum IV bezeichnet; als höchster Berg des Massivs erhielt der Hidden Peak den Namen Gasherbrum I, die weiteren Berge wurden der Höhe nach nummeriert. Der Name Hidden Peak (zu deutsch etwa „Versteckte Spitze“) stammt vom britischen Forschungsreisenden William Martin Conway, der das Baltorogebiet 1892 bereiste. Er wurde einerseits deshalb gewählt, weil der Berg vom Baltoro-Gletscher aus nicht zu sehen ist, andererseits zur besseren Unterscheidung von seinem Nachbarn, dem Gasherbrum II. Zuvor trug der Berg die Bezeichnung K5, die auf Thomas George Montgomerie zurückging. (→ Zur Namensgebung im Artikel Gasherbrum-Gruppe)

## Lage
Der Hidden Peak liegt im Karakorum zwischen dessen pakistanisch kontrolliertem Teil und dem chinesisch beanspruchten Shaksgam-Tal und gehört zum bekanntesten Teil des Karakorum, dem Baltoro Muztagh. Im Baltoro liegt er ganz zuhinterst, viele Kilometer östlich des zentralen Concordiaplatzes, an dem sich die Quellgletscher des Baltoro-Gletschers zu einem großen Strom vereinigen. Er liegt versteckt hinter der Gruppe der Gasherbrum IV, V und VI und nur wenige Kilometer vom Conway-Sattel entfernt, der den Übergang in den indisch kontrollierten Teil des Karakorum vermittelt. Von allen Seiten ist er nur durch kilometerlange Gletschermärsche erreichbar.
Sein Nordgrat fällt zum Sattel Gasherbrum La hin ab, der Gegenanstieg führt schließlich auf den G II. Der Südostgrat, auch Urdok-Kamm genannt, setzt sich über die Urdok-Gipfel bis zum Sia Kangri fort. Der steile Westgrat führt vom Gasherbrum-Kessel zum Gipfel. Vorläufiger Endpunkt des Südwestpfeilers ist der 7109 m hohe Nebengipfel Gasherbrum Süd, aufgrund seiner Position am Südostende (bzw. -anfang) des Gasherbrumkessels auch als G0 bezeichnet. Südöstlich davon liegt der IHE-Sporn, benannt nach der von G. O. Dyhrenfurth geleiteten Internationalen Himalaya-Expedition 1934. Ihn empfahl Dyhrenfurth als vermutlich leichtesten Aufstiegsweg, die Erstbesteiger folgten dieser Route.
Aufgrund des Kaschmir-Konflikts und der Besetzung des nahen Siachen-Gletschers durch die indische Armee sperrte die pakistanische Regierung das Gebiet des Abruzzigletschers oberhalb der Einmündung des südlichen Gasherbrumgletschers. Der Zugang zum IHE-Sporn ist damit nicht mehr möglich, der Berg ist nur mehr aus dem Gasherbrum-Tal zu erreichen.

## Besteigungsgeschichte
1934 bei einer Erkundung erreichten Bergsteiger nur eine Höhe von 6300 m, von der sie absteigen mussten. Bereits 1936 gab es den ersten Todesfall am Hidden Peak.
Die Erstbesteigung gelang einer US-amerikanischen Expedition unter Nicolas Clinch durch Pete Schoening und Andrew John Kauffman am 4./5. Juli 1958 über den IHE-Sporn und den Südostgrat.
Am 10. August 1975 gelang Reinhold Messner und Peter Habeler in einer Zwei-Mann-Expedition (mit nur zwölf Trägern bis zum Basislager) über eine andere Route (Nordwestwand) die zweite Besteigung und dabei die erste Besteigung eines Achttausenders im Alpinstil. Zudem waren sie auch die ersten, die den Gipfel ohne zusätzlichen Sauerstoff erreichten. Einen Tag später erreichten Hanns Schell, Robert Schauer und Herbert Zefferer im Expeditionsstil den Gipfel über den Weg der Erstbesteiger. Zuvor war ihnen (und weiteren Mitgliedern ihrer Expedition) am 4. August von einem Hochlager aus die Erstbesteigung des 7250 m hohen Urdok I gelungen.
1982 erreichte die Französin Marie-José Valençot als erste Frau den Gipfel. Während derselben Expedition gelang ihrem Ehemann, dem Schweizer Sylvain Saudan, die erste vollständige Skiabfahrt von einem Achttausender ins Basislager.
1984 sorgten Messner und Hans Kammerlander noch einmal mit der Doppelüberschreitung von G II und G I für Aufsehen an den Gasherbrums. Diese Expedition wurde durch Werner Herzog mit dem Film Gasherbrum – Der leuchtende Berg dokumentiert. Weniger beachtet und bis heute weitgehend unbekannt ist die Traverse von Jean-Christophe Lafaille über beide Gipfel im Jahre 1996 im Alleingang.
Am 9. März 2012 gelang den beiden Polen Adam Bielecki und Janusz Gołąb die Wintererstbesteigung des Berges.